# 嚴慶齡
嚴慶齡（1909年10月7日—1981年3月20日）為中國上海出身的臺灣企業家，是臺灣汽車製造商裕隆汽車的創辦人，並由此發展出裕隆集團，其妻為裕隆集團榮譽董事長吳舜文，其養子為裕隆集團接班人、已故董事長嚴凱泰，現任集團執行長由嚴凱泰的妻子嚴陳莉蓮接任。

## 生平

### 家族背景
嚴慶齡的父親嚴裕棠是上海一帶的紡織業鉅子，原籍江蘇吳縣，生於上海。嚴裕棠有6個兒子，分別是長子：嚴慶祥；次子：嚴慶瑞；三子：嚴慶祺；四子：嚴慶齡、五子：嚴慶禧、六子：嚴慶祿。
妻子吳舜文、兒子嚴凱泰、媳婦嚴陳莉蓮、孫女Michelle（嚴珮瑜）、孫子John（嚴向南）、外甥女方嘉麟。
清朝時期上海開埠，外國商賈紛紛到上海開設洋行，由於語言不通人生地不熟，洋行皆雇用一批有身分、有信譽的中國人，作為洋行和中國商人之間不可缺少的中介人和代理人，成為買辦。嚴氏一家許多人在上海從事洋行相關的商業活動，嚴裕棠出生於上海，從小就已經開始學習英文，在家族與洋行的交易活動中耳濡目染，逐漸在上海開創出自己的事業。

### 早年經歷
1909年10月7日，嚴慶齡於上海出生。畢業於國立同濟大學機械系，畢業後轉往德國柏林高等工业学院（英語：Technischen Hochschule Berlin，柏林工業大學前身）就讀，取得工程師（碩士）學位 。1931年，學成歸國的嚴慶齡，初任大隆機器廠總工程師。他學以致用，帶領原本業務局僅限於整修機械零部件的大隆，自行開發出不用煤炭且能全天候自動運作的經濟型火爐；此外，還自製打油、抽水用的幫浦和柴油發動機，展露慶齡先生在嶄新產品的開發及製造方面的能力。1935年，與吳舜文女士結婚。
1937年日軍侵華、抗戰爆發，位於日軍佔領區內的大隆機器廠生產線因時局紛亂而告停頓，他搬出部分機器另組泰利機器廠。抗戰結束後，緊接而來的是第二次國共內戰與整個國家的動盪不安。
1948年，嚴慶齡夫婦曾親赴臺灣找尋適合設廠的地方，後來買下竹北的一塊地。

### 臺灣生活
1949年，嚴慶齡夫婦隨中華民國政府來到臺灣，在竹北與其妻子吳舜文籌組台元紡織公司，但主修機械的嚴慶齡對紡織輕工業沒有太大的興趣，他將建廠之重責大任交由原泰利廠的班底執行。
1950年，嚴慶齡與甫在美國完成碩士學業的妻子吳舜文女士聯袂走訪歐、美等地，考察各個先進國家的工業發展。返國決定要響應蔣中正總統所提的「引擎救國」發展汽車工業。在當時臺灣的工業建設受到戰爭時的破壞，造成許多工業產品都非常缺乏，因此要發展與其他工業關聯性很高的汽車工業不是容易的事。
1953年，嚴慶齡在新店大坪林設立「裕隆機械工廠」。三年後（西元1956年），生產出第一部自製汽車，同年並將公司名稱改為「裕隆機械製造股份有限公司」。
1957年，先後與美國威力斯公司和日本日產自動車株式會社簽訂技術合作的合約。
1959至1960年間，陸續生產出五噸大卡車、平頭大客車和1,200c.c的青鳥小轎車。
1960年，公司名稱再度改為「裕隆汽車股份有限公司」。
1961年，嚴慶齡在參加陽明山會議時，提出了「動產擔保交易法」。
1973年，嚴氏出资新台幣8,000萬元成立慶齡工業發展基金會。
1976年，嚴慶齡重病後，其妻吳舜文女士臨危授命扛下裕隆。
1977年11月30日，嚴氏出資成立「財團法人嚴慶齡醫學基金會」。

## 在台事業
台元紡織
在“工業報國”的淩雲壯志的指引下，慶齡先生于1951年成立台元紡織公司。他將建廠之重責大任交由原泰利廠的班底執行，自己與甫在美國完成碩士學業的妻子吳舜文女士聯袂走訪歐、美等地，考察各個先進國家的工業發展。他們發現，汽車工業發展程度是衡量一國經濟發展與國力興衰的重要指標，只要汽車工業發達，自然而然地可帶動機關工業的全面起飛。自此，慶齡先生便竭盡畢生心力投入在汽車工業的發展上。
經過一番苦心經營，台元紡織由初期簡單的代工業務，逐步建構起紡紗、織布、染整和成衣製造的一貫化作業體系，並以優異的品質行銷海內外。由於台元紡織的營運績效卓著，嚴慶齡伉儷在1963年獲選臺灣第一屆十大傑出企業家。隨著產能與規模的迅速擴張，台元紡織更蟬聯十二年的“外銷績優獎”。台元紡織的穩健發展，提供爾後發展汽車事業所需的資金，協助裕隆汽車度過了草創時期的難關，逐步建構起汽車工業的發展規模。
裕隆汽車—早期裕隆
1953年，嚴慶齡和吳舜文夫婦在眾人皆曰不可的聲浪中，化不可能為可能，堅持投入具有“火車頭”作用的汽車工業，創辦裕隆汽車。曾有人勸嚴先生不要開辦汽車工業，但他說沒有一，就沒有第二，沒有二就沒有三，他如果不開始，永久不會有明天，他要開辦汽車工業，以汽車工業為重心。
不過這並沒有動搖他要創立汽車工業的決心，在民國42年（西元1953年）設立了“裕隆機械工廠”於新店大坪林。民國45年（西元1956年）生產出第一部自製汽車，同年並將公司名稱改為“裕隆機械製造股份有限公司”。民國46年（1957年）先後與美國的威力斯公司和日本的日產自動車株式會社簽訂技術合作的合約。在民國48~49年（西元1959~1960年）陸續生產出五噸大卡車、平頭大客車和1200c.c的青鳥小轎車，在民國49年（1960年）再度公司的名稱改為「裕隆汽車股份有限公司」。
裕隆汽車開辦初期，臺灣的工業基礎與經濟條件都十分薄弱，一方面人才缺乏、技術水準普遍低落，且無協作工廠能提供合格的零部件；另一方面當時的國民所得不到50美元，汽車需求極為有限。在這樣艱難的環境下，他們卻能在裕隆成立三年後，就以自己組配的零件，成功推出裕隆、也是台灣第一輛自主研發生産的吉普車，為中華民國汽車工業的創建發展揭開序幕。
民國50年（1961年）嚴慶齡參加陽明山會議時提出了「動產擔保交易法」。

## 嚴慶齡的裕隆藍圖
自1956年起，裕隆開始慎選零部件協作工廠，同時以最大的投資進行輔導、培植，強化其技術與經營體質，期能充分發揮協作工廠體系的總體功能。
由於慶齡的協助與鼓勵，裕隆體系的零部件工廠逐步成長，到了1980年，自製率已經高達75％以上。近年來，臺灣汽車零件業外銷暢旺的榮景，與慶齡先生苦心的付出，不無關係。
1960年初期，雖然汽車已經生產上市，當時臺灣購車能力不足，汽車事業經營遇到困阻。因此嚴慶齡便於產業經濟座談會中，提倡“動產擔保交易法”，也就是現在所謂的分期付款交易。這項法案在公佈實施後，不但促使汽車銷售量大增，帶動工商業發展；也使淘汰三輪車的計劃能順利推行，改善臺灣各大都市的市容與形象。
1969年，嚴慶齡伉儷成立中華汽車，投入商用車量產，以符合工商業運輸發展的需要。此後十年，正是臺灣生產經濟起飛的黃金時期，中華汽車的創設，使裕隆企業集團的汽車產品線更為多樣化，迎合了市場需求，也建立了汽車事業相對規模之競爭優勢。
在政府以關稅保護汽車產業的政策下，裕隆的汽車銷售量屢創新高，嚴慶齡趁勢擴建新店廠區，直到民國60年（西元1971年）台灣能源危機時造成汽車滯銷。但嚴慶齡仍計畫繼續擴廠，在民國65年（1976年）選定三義為新廠區。
不過嚴慶齡在三義廠區完工前於民國70年（1981年）病逝，其裕隆汽車董事長由夫人吳舜文接任。由於政府政策上的要求，使裕隆公司的汽車零組件自製率在民國45年（1956年）約為20%。此後每年有10%的提升，但受制於日方限制，到民國51年（1962年）達到60%後就無法再迅速提升，後續政府站在保護國內汽車工業的立場，多次限制小客車進口，因此直到民國69年（1980年）自製率已可達75%。此一階段的重要成就是於民國75年（1986年）自製國產跑車裕隆飛羚101，並經由荷蘭外銷到歐洲，被稱為首輛外銷歐洲的中國跑車。飛羚101從1986年至1988年的銷售期間共計銷售16,653部，而1989年則推出局部改良的小改款車型裕隆飛羚102。飛羚102在1989~1995年的銷售期間內，共計售出6,925台。

## 嚴慶齡的工業報國
成功大學承蒙嚴慶齡工業發展基金會資助，於民國六十七年成立「國立成功大學鑄造技術研究發展中心」從事鑄造技術研究，獲中華民國工業界先進嚴慶齡先生與吳舜文女士以及嚴慶齡基金會董事長楊繼曾先生大力支持下，充實設備、延攬科技人才，奠定了研究發展基礎。成立之初中心設立於本校機械系館內，由於研究設備增加，研究業務擴展，於七十二年嚴慶齡基金會與本校共同出資在建國校區興建科技大樓，藉以奠定基礎，俾利長期研究發展工作。 
民國七十年加入製程方面研究領域，進而於八十三年擴展至工業技術之研究發展，在每一階段的發展，嚴慶齡中心均能達成階段性之使命。透過 嚴慶齡工業發展基金會的運作支助，從初始的「慶齡鑄造技術研究發展中心」，以至於現在的「嚴慶齡工業技術研究發展中心」;從合資興建綜合性科技大樓、撥款協助中心推動工業技術研究、共同舉辦工業技術研討會議等，歷年來並持續以研究計畫型式資助本校，從事以汽車工業為核心的鑄造、製造，與機械、精密工業之研發重點。 
目前中心除全力推動各項研究計畫之建立，更積極爭取人才培訓計畫、辦理大專第二專長教育訓練，推廣資訊科技在工程技術上之應用。同時，為因應時代潮流，近年建立主導性業務，擴大發展工商、技術服務領域，表現中心之定位與價值。

## 著作
- 《工業發展與國家復興》
- 《國家現代化芻議》，帕米爾書店印行，1968年出版，美國密西根大學已於2007年8月17日進行數位化。
- 《嚴慶齡言論集》，出版者不詳，1971年出版

## 來源
1. ↑  .   [2018-12-06]. （原始内容存档于2019-09-10）.

## 外部連結
- 台大嚴慶齡工業研究中心（页面存档备份，存于）
- 財團法人嚴慶齡醫學基金會（页面存档备份，存于）